# Sushumna
Sushumna ou Suṣumṇā (sanskrit en devanāgarī : सुषुम्ना) est un terme qui signifie « la voie psychique centrale » dans la philosophie du yoga tantrique. C'est un des trois nāḍī, les canaux énergétiques qui rassemblent l'énergie passant à travers les chakra majeurs, selon le yoga traditionnel. Suṣumṇā est le canal central, complété par iḍā, et, piṅgalā. Le tout forme schématiquement un caducée. Dans le macrocosme, le Gange, la Yamunā et un fleuve mystique dénommé Sarasvati représentent ces trois forces qui se regroupent géographiquement dans la ville de Prayagraj, lieu de pèlerinage pour cette raison, entre autres.

## Source
- Kundalini Tantra de Swami Satyananda Saraswati, en français chez Swam éditions,  (ISBN 2-9503389-7-6)